# النحوة
النحوة (به عربی: النحوة) یک روستا، درون‌بوم و برون‌بوم در امارات متحده عربی است که در شارجه واقع شده‌است.
روستای النحوة امارات متحده عربی درون شهرستان مدحاء عمان که خود محصور در خاک امارات است، جای دارد

## خصوصیات
النحوة   ۵۰۶ متر بالاتر از سطح دریا واقع شده‌است.